# Cantó de Monthermé
El cantó de Monthermé és un cantó francès del departament de les Ardenes, situat al districte de Charleville-Mézières. Té 8 municipis i el cap és Monthermé.

## Municipis
- Bogny-sur-Meuse
- Deville
- Haulmé
- Les Hautes-Rivières
- Laifour
- Monthermé
- Thilay
- Tournavaux

## Història
| Data d'elecció                           | Identitat       | Partit                      | Qualitat |
| ---------------------------------------- | --------------- | --------------------------- | -------- |
| 1945-1949                                | Clément Pierlot | PCF                         |          |
| 1949-1967                                | René Hugot      | SFIO, després Divers gauche |          |
| 1967-1977                                | André Compain   | PCF                         |          |
| 1977-2004                                | René Visse      | PCF                         |          |
| 2004-                                    | Erik Pilardeau  | PS                          |          |
| les dades anteriors no són pas conegudes |                 |                             |          |
|                                          |                 |                             |          |

## Demografia
| A partir de 1990: Població sense dobles comptes |